# 李默然

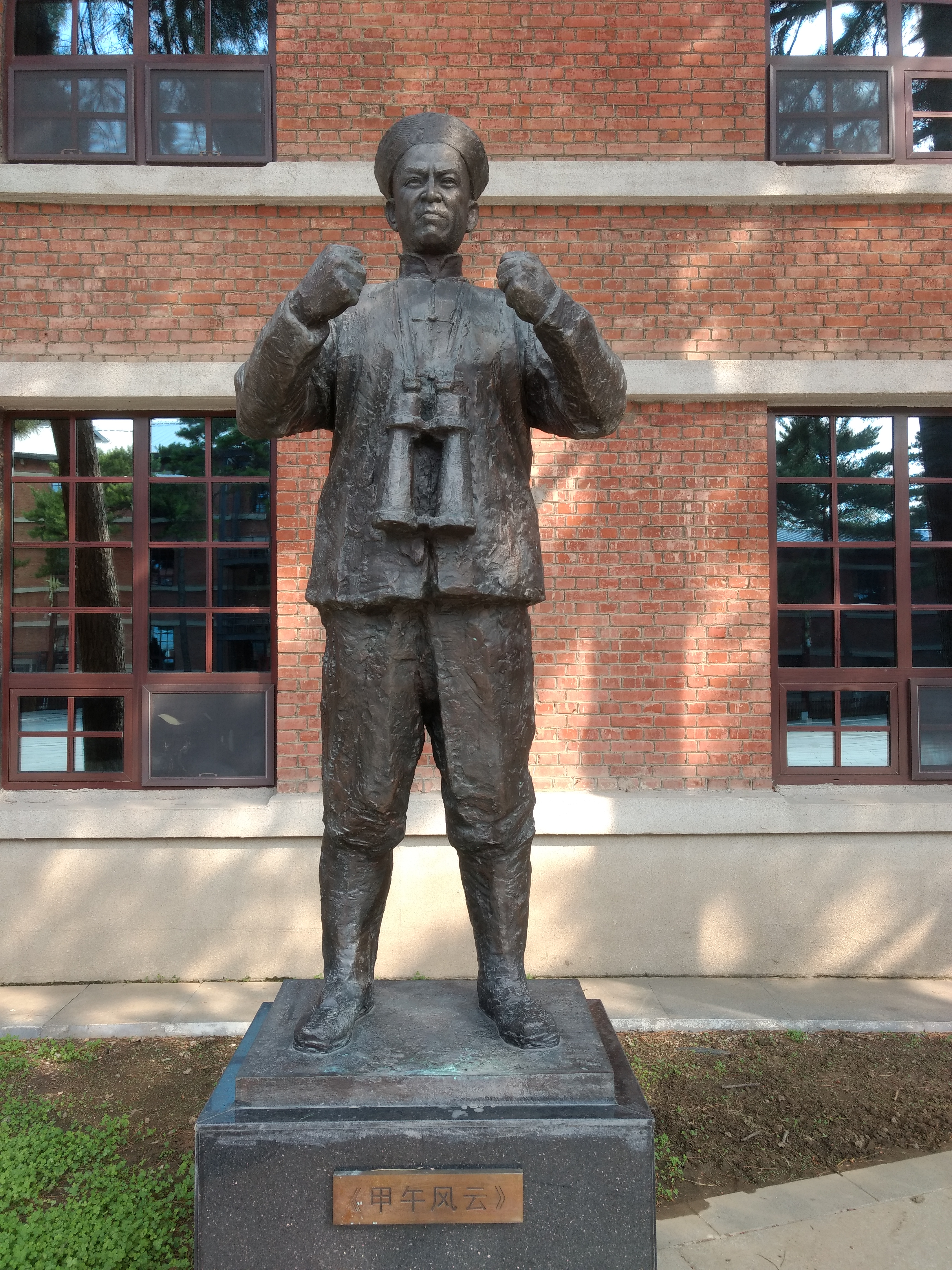
甲午风云的雕像在长春。

李默然（1927年12月21日—2012年11月8日），原名李绍诚，男，祖籍黑龙江阿城，生于珠河，中国表演艺术家。以饰演电影《甲午风云》中的邓世昌角色而知名 。

## 生平
李默然生于一个较为贫困的家庭，家里前后共有8个孩子，他排行第七。小时候，李默然曾患白喉，治愈后在10岁才开始读书，仅读三年便因贫困而辍学。辍学后，李默然曾经卖烟卷、当邮差、做零工，同时开始阅读流行的武侠小说，并开始看古典小说《三国演义》、《红楼梦》，因为识字不多，他又趁当邮差的机会看蹭戏。
1947年10月，李默然报考哈尔滨文艺家协会文工团。他先考音乐，但因五音不全，只好又考戏剧并且一次考中。进入该文工团不久，李默然痛感自己文化基础薄弱，识字少，乃从1947年至1953年大量阅读各类书籍。1953年以后，他在话剧舞台上创造了几十个舞台形象，比如1954年在《尤利乌斯-伏契克》中饰伏契克，1956年在《日出》中饰李石清、在《李闯王》中饰李岩，1960年在《第一次打击》中饰季米特洛夫。1960年，李默然首次拍电影，在长春电影制片厂拍摄的《甲午风云》中饰演主角邓世昌，该电影拍摄了两年时间。从长春电影制片厂回到剧院后，他在剧院里先后出演了《八一风暴》、《胆剑篇》、《第二个春天》（饰冯涛）、《叶尔绍夫兄弟》等话剧。后来，他出演了话剧《智取威虎山》。他还在8部电影中担任过主角。
文化大革命结束后，1979年李默然在话剧《报春花》中饰李键。该剧参加了中华人民共和国国庆30周年演出，李默然获表演一等奖。1986年，获中国戏剧家协会授“话剧表演艺术家”称号及“话剧终身荣誉奖”。2007年，获第十七届白玉兰戏剧艺术奖“终身成就奖”。他还是辽宁人民艺术剧院名誉院长。
1980年代末至1990年代初，李默然为了给国家戏剧节募集资金，曾经为“三九胃泰”做广告，并且仅仅向厂家提出两个条件：一、资助中国戏剧家协会20万元人民币办国家戏剧节；二、广告必须加上一句台词——“制造假冒伪劣产品是一种不道德的行为，应该遭到全社会的谴责”。由此，李默然成为中国内地改革开放之后第一位代言商业广告的名人，开风气之先。
2012年11月8日，李默然在北京医院逝世，享年85岁。

## 主要作品

### 参演话剧
| 1995年       | 《夕照》 |
| 1986年       | 《李尔王》 |
| 20世纪80年代 | 《彼岸》、《短夜长歌》、 《人生在世》、 《红玫瑰》 |
| 1979年       | 《报春花》 |
| 1978年       | 《市委书记》 |
| 20世纪60年代 | 《八一风暴》、《胆剑篇》、《叶尔绍夫兄弟》、《红石钟声》、 《故乡》 |
| 1962年       | 《第二个春天》 |
| 1960年       | 《第一次打击》 |
| 1956年       | 《李闯王》 |
| 1956年       | 《日出》 |
| 20世纪50年代 | 《在新事物面前》、《纪念碑》、《在那一边》、《妇女代表》、《前进再前进》、《娜拉》、 《明朗的天》、 《同甘共苦》、 《渔人之家》、 《智取威虎山》、 《烈火红心》、 《青春》、 《秋瑾传》、 《在建设的行列里》 |
| 1954年       | 《尤利乌斯·伏契克》 |
| 1951年       | 《曙光照耀莫斯科》 |
| 1948年       | 《俄罗斯问题》 |
| 1947年       | 《血泪仇》 |
| 1946年       | 《风雪之夜》 |

### 参演电影
- 1984年，《花园街五号》
- 1984年，《林海情》
- 1981年，《检察官》
- 1980年，《乔厂长上任记》
- 1978年，《走在战争前面》
- 1977年，《熊迹》
- 1964年，《兵临城下》
- 1962年，《甲午风云》